# Die Schaubude
Die Schaubude war ein weithin bekanntes deutsches Kabarett der Nachkriegszeit in München. Gründer waren der Schauspieler und Regisseur Rudolf Schündler und der Schauspieler Otto Osthoff. Letzterer stieg jedoch nach vier Programmen aus. Als Mitgründer und geschäftlicher Leiter (bis ca. Ende 1946) fungierte Kästner-Freund und UFA-Produktionsleiter Eberhard Schmidt.

## Geschichte
Mit dem ersten Programm „Der erste Schritt“ am 15. August 1945 als Gastspiel in den Münchner Kammerspielen wurde zum ersten Mal nach dem Krieg in diesem Haus wieder eine deutsche Aufführung gezeigt. Vorher diente das Theater den Amerikanern als Casino. Ab dem 12. April 1946 spielte das Ensemble dann im Theater in der Reitmorstraße in München. Mit rund 700 Plätzen verfügte dieses über einen für ein Kabarett ungewöhnlich großen Raum.
Die Hauptautoren der Schaubude waren Erich Kästner, Axel von Ambesser, Herbert Witt und Hellmuth Krüger. Letzterer conferierte auch die meisten Schaubuden-Programme. Weitere Autoren waren: Franziska Bilek, Jürgen von Hollander, Hans Leip, Heinz Pauck (unter dem Pseudonym "Christian Schürhoff") u. a.
Die Musik schrieben Edmund Nick, Karl von Feilitzsch, Bernhard Eichhorn, Lothar Brühne u. a., Bühnen- und Kostümbildner waren Gustav Tolle, Günther Strupp, Irmgard Becker und Susa Schlieper.
Zum Ensemble gehörten u. a. die Damen: June Card, Gisela Fackeldey, Monika Greving, Margarete Haagen, Ursula Herking, Eva Immernann, Ruth Kappelsberger, Barbara Pleyer, Herta Saal und Petra Unkel.
Zu den männlichen Ensemblemitgliedern zählten neben Rudolf Schündler, Hellmuth Krüger und Otto Osthoff unter anderem noch:
Ernst Fritz Fürbringer, Oliver Hassencamp, Wolfgang Hellmund, Alfons Höckmann, Bruno Hübner, Karl John, Walther Kiaulehn (der auch ein Programm conferierte), Bum Krüger, Siegfried Lowitz, Sepp Nigg, Werner Nippen, Charles Regnier, Karl Schönböck, Werner Thun, Luzius Versell und Fritz Walter.
Die Regie bei sämtlichen Programmen führte Rudolf Schündler. Dargeboten wurden zeitbezogene Texte, Parodien und Chansons.
Das letzte Programm Bitte recht friedlich lief wegen der Währungsreform im Herbst 1948 vor fast leerem Haus. So musste Schündler Anfang 1949 das Kabarett schließen und – wie viele andere Privattheaterunternehmer in jener Zeit – Konkurs anmelden.

## Die Programme
- Der erste Schritt (1945)
- Bilderbogen für Erwachsene (1946)
- Gestern – Heute – Übermorgen (1946)
- Für Erwachsene verboten (1946)
- Vorwiegend heiter – leichte Niederschläge (1947)
- Wir waren Neugierige (1947)
- Das fängt ja gut an (1948)
- Bitte recht friedlich (1948)